# 平井卓也
平井 卓也（ひらい たくや、1958年〈昭和33年〉1月25日 - ）は、日本の政治家。自由民主党所属の衆議院議員（9期）、自由民主党広報本部長、自由民主党香川県支部連合会長。
デジタル大臣（初代）、デジタル改革担当大臣・内閣府特命担当大臣（個人情報保護委員会）〈菅義偉内閣〉、情報通信技術担当大臣〈第4次安倍第1次改造内閣・菅義偉内閣〉、内閣府特命担当大臣（クールジャパン戦略、知的財産戦略、科学技術政策、宇宙政策）〈第4次安倍第1次改造内閣〉を歴任した。
ラジオ四国（現・西日本放送）創業者で四国新聞社社長を務めた元参議院議員の平井太郎は祖父。四国新聞社社長などを務めた元参議院議員の平井卓志は父。四国新聞社社主の平井温子は母。同社代表取締役CEO平井龍司は弟。妻と二男・一女。

## 来歴

### 生い立ち
香川県高松市出身（現住所は高松市錦町2丁目）。高松第一高等学校卒業。1980年3月、上智大学外国語学部英語学科卒業。同年4月、電通に入社。1981年、大学で同じ学科だった女性と結婚。1986年に同社を退社。1987年11月より1999年まで西日本放送代表取締役社長を務めた。1993年11月に丸亀平井美術館を設立・館長に就任。1995年4月より親族が経営する高松中央高等学校理事長を務めた。

### 新進党、無所属
1995年2月、父親の平井卓志参議院議員が自民党を離党し、新進党に入党。
1996年10月20日、第41回総選挙が実施。香川1区は、藤本孝雄（旧香川1区現職、自民党）、真鍋光広（旧香川1区元職、自民党から民主党に乗り換え）、平井（新進党）、加藤繁秋（旧香川2区元職、社民党）、共産党新人ら5候補が立候補する乱立選挙となった。比例重複をしなかった平井は次点で落選した。
同年11月、香川県選挙管理委員会は前年分の政治資金収支報告書を公表。四国新聞社と西日本放送、その関連企業が父親の平井卓志参議院議員と平井の資金管理団体などに計約1,280万円を献金していたことが明らかとなった。公選法上は問題ないとされるが、メディアの中立性を脅かす行為との声が上がった（後述）。
2000年1月、平井は四国新聞社の役員を退任。
同年6月13日、第42回総選挙が公示される。平井は香川1区から無所属で立候補。公示日直前、藤本孝雄の陣営は「平井陣営に情報が洩れる」として、西日本放送と四国新聞社に対し、公示後の事務所内での取材を自粛するよう申し入れた。藤本は選挙事務所入り口に「（両社の）関係者は立ち入りはご遠慮下さい」と大書された紙を張った。平井の選挙対策本部では、元西日本放送役員の高岡哲夫県議が本部長、四国新聞社の岩田清祐・前副社長が事務局長を務めた。関連企業の社員、家族に後援会の活動を求めるなど、藤本らの陣営から「ぐるみ選挙」と指摘された。公示日の6月13日、西日本放送労組は、平井の父で社長の平井卓志に対し、「平井は西日本放送役員を辞任する」「藤本に取材拒否を撤回するよう申し入れる」など4項目を要求した。同年6月25日、総選挙実施。平井は無所属ながら自民党加藤派の支援を受けたことに加え、民主党・自由党が公認候補を擁立しなかったこともあり、自民党公認の藤本や社民党公認の元職・加藤らを破り初当選した。
当選後は森田健作が代表世話人を務める21世紀クラブに入会。
同年11月の第2次森内閣不信任決議案をめぐる加藤の乱では不信任案に反対票を投じた。

### 自民党に入党

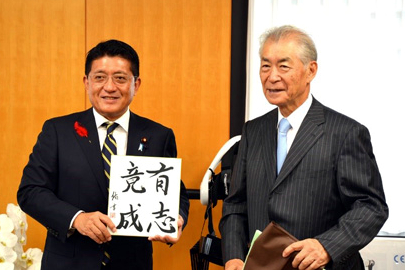
2018年10月11日、本庶佑（右）と

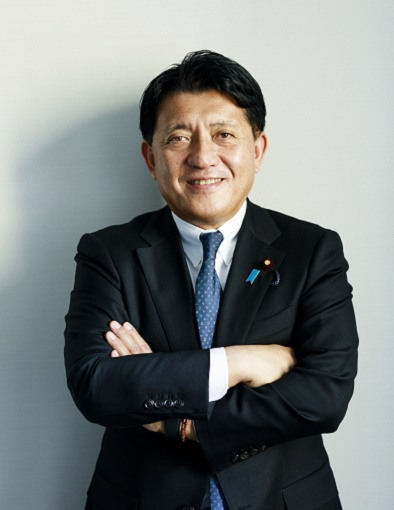
肖像写真（2019年5月15日）

2000年12月22日、自民党本部は「藤本孝雄の香川1区支部長を取り消し、平井と同支部長とする」旨の決定をしたと党県連に通知した。同年12月25日、党県連は常任顧問会を開き、平井の入党を承認した。ただし、党本部の内規で、支部長は「党本部が地方組織と調整のうえ、決定する」と定められていたことから、顧問会では「県連や藤本氏に本部から事前の調整がないのは内規に反する」「党本部のやり方はあまりに上意下達すぎる」などの反発の声が上がった。
2003年の第43回総選挙では初めて自民党の公認を得て香川1区から立候補。民主党新人の小川淳也、社民党元職の加藤らを破って再選。なお前回香川1区で議席を争った藤本孝雄は比例四国ブロックに転出して落選、政界を引退した。
2005年9月11日の第44回総選挙で小川らを破り3選（小川は比例復活で初当選）。
直後に発足した第3次小泉改造内閣では内閣府大臣政務官（科学技術政策、食品安全及びIT関係の政策等担当）に、2007年8月に発足した安倍改造内閣と続く福田康夫内閣では国土交通副大臣（災害対策、国土関係及び社会資本整備関係施策の統括係）に起用された。2008年8月、自民党政務調査会副会長に就任。
2009年の第45回総選挙では香川1区で小川に敗北したものの、重複立候補していた比例四国ブロックで復活し4選。選挙後には自民党広報戦略局長・IT戦略特命委員長に任命され、同年9月には自民党ネットメディア局局長となり、合わせて自民党ネットサポーターズクラブ（J-NSC）代表を兼任することになった。
2011年9月、自民党総務部会長（自由民主党シャドウ・キャビネット総務大臣）に就任した。2012年8月頃に松野頼久・松浪健太・小熊慎司ら超党派の国会議員と共同で「道州制型統治機構研究会」を発足。同会参加者の大半は日本維新の会の結成に加わったが、平井は自民党に残留した。同年9月に行われた自民党総裁選では林芳正の推薦人に名を連ねている。
2012年12月に執行された第46回総選挙では前回敗れた小川を香川1区で下し、5選（小川も比例復活）。直後の国会で衆議院内閣委員長に就任した。2013年10月に内閣委員長および自民党ネットメディア局長・自民党ネットサポーターズクラブ代表を退任し、自民党IT戦略特命委員長に復帰した。
2014年12月に執行された第47回総選挙では香川1区で再び小川を下し、6選。2017年10月に執行された第48回総選挙で7選。
2015年9月、自民党広報本部長代理に就任。2016年8月、自民党情報調査局長に就任。2017年8月、自民党広報本部長に就任。
2018年10月に発足した第4次安倍改造内閣で内閣府特命担当大臣（クールジャパン戦略、知的財産戦略、科学技術政策、宇宙政策）、情報通信技術（IT）政策担当大臣として初入閣。
2019年10月、自民党デジタル社会推進特別委員長に就任し、岸田文雄政調会長のもとで平井がとりまとめた自民党のデジタル政策「デジタルニッポン2020」の提言する「デジタル田園都市国家構想」は、後に自民党総裁選に立候補する岸田文雄の政策集に盛り込まれた。

### デジタル改革担当大臣

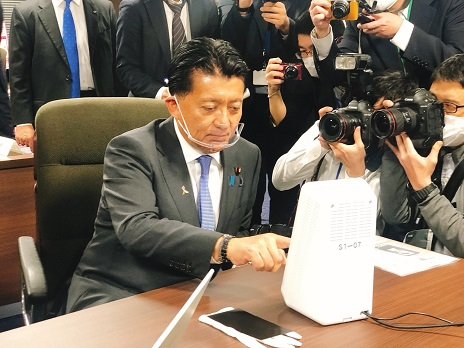
2020年11月2日、顔認証付きカードリーダーのデモンストレーションにて

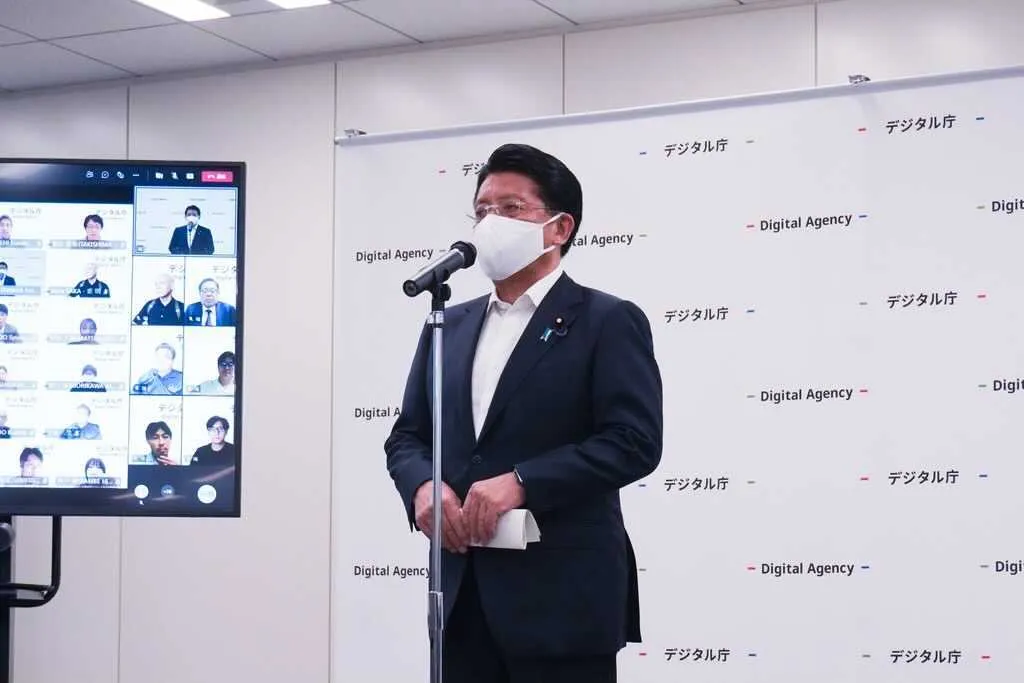
2021年9月1日、デジタル庁発足式にて

2020年9月16日、菅義偉内閣で情報通信技術（IT）政策担当大臣、内閣府特命担当大臣（マイナンバー制度）のほか、新設されたデジタル改革担当大臣にも就任し、「行政のデジタル改革を総合的に推進するため企画立案及び行政各部の所管する事務の調整」を担当する。
2021年8月26日、自身が所属する派閥の領袖、岸田文雄が正式に自民党総裁選への出馬を表明。9月1日にデジタル庁が発足し、平井は初代のデジタル大臣と内閣府特命担当大臣（個人情報保護委員会）に横滑りで就任。同日夜、テレビ東京の『ワールドビジネスサテライト』に出演し、現職閣僚の中で岸田支持を初めて表明した。9月17日に告示された総裁選では公務の合間に地元に戻り、業界団体などに出向き熱心に支援を要請した。「平井本人から直接電話があった。これまでの総裁選ではそんなことはなかった」と地元自民党県議が述べるほどであり、9月29日、岸田は総裁に選ばれた。
同年10月4日、第1次岸田内閣が発足。デジタル大臣には牧島かれんが就任した。10月5日、デジタル庁の新旧大臣引き継ぎ式が行われ、平井は後任の牧島の経歴を紹介する際に「自民党の中で最初のデジ女をつくろう、と。我々がデジ女をつくりたいということで、（牧島さんには）デジ道を全うするデジ女として頑張ってもらいたい」と語った。10月9日、四国新聞は平井の大臣退任インタビューを紙面に掲載。「既得権益との闘い続く」と見出しに掲げた。10月11日、自民党デジタル社会推進本部長に就任。

### 2021年衆議院議員選挙
2021年10月19日、第49回衆議院議員総選挙が公示される。香川1区は平井、立憲民主党公認の小川、日本維新の会公認の町川順子が立候補した。四国新聞社は、共同通信社が19、20日の2日間実施した電話世論調査に、取材で得た情報を加味し序盤の情勢を分析。10月21日に「小川が先行し、平井が追走」と報じた。四国新聞の記事は引き締めの意味合いもあったとも言われる。10月25日、朝日新聞は情勢調査の結果を配信。香川1区については「小川が平井を一歩リード、町川は苦しい」と報じた。10月28日発売の『週刊文春』11月4日号は終盤戦の情勢予測として「小川やや優勢、平井やや劣勢、町川劣勢」と報じた。
選挙戦に突入すると、平井は「大臣として忙しく、地元の有権者と会う機会が作れなかった」と説明した。小川を「映画スター」と皮肉り、「総理大臣になるとかならないとかちゃんちゃらおかいしいです」となじった。前年に公開されたドキュメンタリー映画『なぜ君は総理大臣になれないのか』の批判が繰り返された。10月24日に高松市瓦町で行った街頭演説では「私は非常に腹が立っている。一方的なPR映画ばっかりやられて。あれが選挙運動だとしたら日本中の国会議員は映画をつくるようになる」と訴えた。また、香川2区の自民候補である瀬戸隆一に異例の選挙協力を呼びかけた。10月27日、甘利明自民党幹事長が平井の激励に入った。28日にサンメッセ香川で行われた個人演説会では、岸田文雄首相、浜田恵造知事、高松市長の大西秀人が応援演説を行い、29日には麻生太郎元首相が応援演説を行った。
同年10月31日、総選挙実施。投票締め切りの20時直後に小川の当選確実が報じられた。比例四国ブロックで自民党は3議席を獲得。平井は2番目の惜敗率（78.46％）により、比例復活で8期目の当選を果たした。11月2日、朝日新聞社は投開票日に実施した出口調査の結果を公表。平井は自民支持層からの得票が68％で、公明の支持層からの得票は52％にとどまっていたことが明らかとされた。
同年11月17日、四国新聞は「2021衆院選香川 回顧／攻防を振り返る」と題した選挙の総括記事を朝刊に掲載。「映画が小川の知名度アップにつながった。平井陣営は映画をイメージ戦略に使われたと感じていた」と報じた。『なぜ君は総理大臣になれないのか』の大島新監督は続編の撮影のため6月から香川県を訪れていた。そして芸人のプチ鹿島はインターネット番組の特別企画のため、10月29日から3候補者の取材を行っていたが、同紙は両人の活動をとらえ、「小川氏の事務所には、大島監督だけでなく、小川氏に関する著書を書いたライターらも出入り。映画のDVDに解説文を寄せていたタレント（注・プチ鹿島）も終盤香川に入っていた」「平井陣営は『中立性はなく、小川氏の応援部隊であることは明らか』と話していた」と書いた。同年12月24日、平井、小川、町川の3人の候補者の攻防を描いた大島監督のドキュメンタリー映画『香川1区』が公開された。
2024年9月12日、自民党総裁選挙が告示され、旧岸田派からは林芳正と上川陽子の2人が立候補した。投票日前日の9月26日22時半頃、産経新聞は、麻生太郎が1回目の投票から高市早苗を支援するよう自派閥の議員に指示を出したとスクープした。9月27日朝、岸田文雄首相は高市が決選投票に残る可能性が高いと踏み、「決選は高市氏以外。党員票が多い方に投じてほしい」と旧岸田派のメンバーに一気に指示を下ろした。高市は1回目の議員投票で、報道各社の事前調査での30～40票を大きく上回る72票を獲得した。党員数と合わせた得票数は1位だったが、決選投票で石破茂に敗れた。平井は1回目の投票では林に投じ、決選投票では石破に投じた。

### 2024年衆議院議員選挙
2024年10月15日、第50回衆議院議員総選挙が公示され、平井、小川、日本維新の会の町川順子、参政党の小林直美、日本共産党の田辺健一の5人が立候補した。自民党は裏金問題や統一教会問題、10月23日に発覚した非公認候補への2000万円支給問題などで逆風が吹き荒れた。10月27日、総選挙執行。投票締め切りの20時直後に瀬戸内海放送は小川の当選確実を報じた。自民党は比例四国ブロックで3議席を獲得。単独1位に登載された村上誠一郎を除く2議席のうち、1番目の惜敗率だった平井が比例復活で9期目の当選を果たした。

## 政策・主張

### 憲法
- 憲法改正について、2012年、2014年、2017年、2021年、2024年のアンケートで「賛成」と回答[55][56][57][58][59]。

- 9条改憲について、2014年の毎日新聞社のアンケートで「賛成」と回答[60]。憲法9条への自衛隊の明記について、2021年のNHKのアンケートで「賛成」と回答[61]。2024年の日本テレビのアンケートで「賛成」と回答[62]。

- 2014年7月1日、政府は従来の憲法解釈を変更し、集団的自衛権の行使を容認することを閣議で決定[63]。この閣議決定を評価するかとの問いに対し、同年の朝日新聞社のアンケートで「どちらかと言えば評価する」と回答[56]。集団的自衛権の行使に賛成かとの問いに対し、同年の毎日新聞社のアンケートで「賛成」と回答[60]。

- 憲法を改正し緊急事態条項を設けることについて、2021年の毎日新聞社のアンケートで「賛成」と回答[64]。

### 外交・安全保障
- 安全保障関連法の成立について、2017年のアンケートで「評価する」と回答[57]。

- 「他国からの攻撃が予想される場合には敵基地攻撃もためらうべきではない」との問題提起に対し、2021年のアンケートで「どちらかと言えば賛成」と回答[58]。

- 「北朝鮮に対しては対話よりも圧力を優先すべきだ」との問題提起に対し、2021年のアンケートで「どちらともいえない」と回答[58]。

- 普天間基地の辺野古移設について、2012年の毎日新聞社のアンケートで「賛成」と回答[55]。2021年のアンケートで「どちらかと言えば賛成」と回答[58]。

- 徴用工訴訟などの歴史問題をめぐる日韓の関係悪化についてどう考えるかとの問いに対し、2021年の毎日新聞社のアンケートで「政府の今の外交方針でよい」と回答[64]。

- 2012年9月11日、日本政府は尖閣諸島を地権者から20億5000万円で購入し国有化した[65]。国有化を評価するかとの問いに対し、2012年の毎日新聞社のアンケートで、選択肢以外の回答をした[55]。

- 日本による過去の植民地支配と侵略を認めて謝罪した「村山談話」の見直し論議について、2014年の毎日新聞社のアンケートで「見直すべき」と回答[60]。

- 従軍慰安婦に対する旧日本軍の関与を認めた「河野談話」の見直し論議について、2014年の毎日新聞社のアンケートで「見直すべき」と回答[60]。

- 第2次安倍内閣が2013年に提出した特定秘密保護法案は同年12月6日に可決成立した[66]。「こうした法律が日本に必要と思うか」との2014年の毎日新聞社のアンケートに対し、「必要」と回答[60]。

### ジェンダー
- 選択的夫婦別姓制度の導入についての各メディアのアンケートの結果は以下のとおり。
  - 2014年 - 朝日新聞社には「どちらかといえば反対」と回答[56]。
  - 2017年 - 朝日新聞社には「どちらとも言えない」と回答[57]。
  - 2021年 - 朝日新聞社には「どちらとも言えない」と回答[58]。日本テレビには「反対」と回答[67]。
  - 2024年 - 日本テレビには「やや反対」と回答[62]。NHKには回答しなかった[59]。

- 同性婚を可能とする法改正についての各メディアのアンケートの結果は以下のとおり。
  - 2017年 - 朝日新聞社には「どちらとも言えない」と回答[57]。
  - 2021年 - 朝日新聞社、日本テレビには「どちらとも言えない」と回答[58][67]。NHKは回答しなかった[61]。「同性婚を制度として認めるべきだと考るか」との毎日新聞社のアンケートに対しては回答しなかった[64]。
  - 2024年 - 日本テレビには「やや反対」と回答[62]。NHKには「反対」と回答[59]。

- 「LGBTなど性的少数者をめぐる理解増進法案を早期に成立させるべきか」との問題提起に対し、2021年の朝日新聞社のアンケートで「どちらとも言えない」と回答[58]。

- クオータ制の導入について、2021年のNHK、毎日新聞社のアンケートで回答しなかった[61][64]。2021年、2024年の日本テレビのアンケートで「どちらとも言えない」と回答[67][62]。

### その他
- アベノミクスについて、2014年、2017年のアンケートで「評価する」と回答[60][57]。

- 安倍内閣による森友学園問題・加計学園問題への対応について、2017年のアンケートで「評価する」と回答[57]。

- 森友学園への国有地売却をめぐる公文書改竄問題で、2021年5月6日、国は「赤木ファイル」の存在を初めて認めた[68]。しかし5月13日、菅義偉首相はファイルの存在を踏まえた再調査を行わない考えを報道各社に書面で示した[69]。9月の自民党総裁選挙で総裁に選出された岸田文雄も10月11日、衆議院本会議の代表質問で再調査の実施を否定した[70]。国の対応をどう考えるかとの同年の毎日新聞社のアンケートに対し「これ以上、調査や説明は必要ない」と回答[64]。

- 2030年代の原発稼働ゼロを目指す政府の目標について、2012年の毎日新聞社のアンケートで「反対」と回答[55]。

- 「原子力発電所は日本に必要だと思うか」との2021年の毎日新聞社のアンケートに対し「必要だ」と回答[64]。

- 「原子力発電への依存度について今後どうするべきか」との2021年のNHKのアンケートに対し「現状を維持すべき」と回答[61]。

- 首相の靖国神社参拝について、2014年、2017年のアンケートで「どちらかと言えば賛成」と回答[56][57]。

- 「『道徳』を小中学校の授業で教え、子供を評価することに賛成か、反対か」との問いに対し、2014年の毎日新聞社のアンケートで「賛成」と回答[60]。

- 環太平洋経済連携協定（TPP）への参加に反対し、仮に参加する場合でも農業分野では可能な限り多くの例外品目を設けるべきと主張[55]。

- 女性宮家の創設について、2012年の毎日新聞社のアンケートで「反対」と回答[55]。

- 政党への企業・団体献金を全面的禁止について、2012年の毎日新聞社のアンケートで「禁止する必要はない」と回答[55]。

- ヘイトスピーチを法律で規制することについて、2014年の毎日新聞社のアンケートで回答しなかった[60]。

- 西日本放送の社長をしていた経験から、アナログ放送の停波に反対していた[71]。

- 民主党の地方公務員の給与引き下げの中途半端さを批判。「わが党としては今回の給与引き下げが東日本大震災の財源への協力という趣旨であるならば、地方公務員についても同様の引き下げを要請すべきだというスタンスです。しかし、民主党は有力な支持団体である自治労への配慮のためか、地方公務員には要請せず、団体交渉権だけを渡そうという考え方です。」と発言している[72]。「わが党は国、地方ともに公務員の総人件費の２割削減を掲げています。消費税などの負担をお願いするにあたって、これは避けられないことだと考えるからです。」としており、地方公務員の給与も削減するように促している[72]。

## 人物・活動

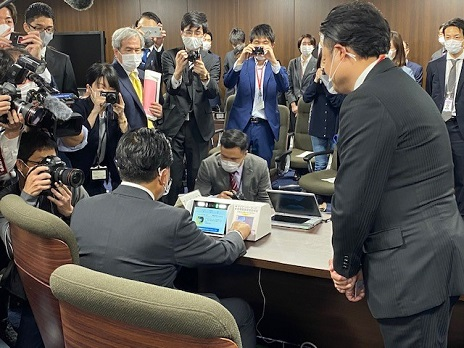
2020年11月2日、カードリーダーのデモンストレーションにて

### ネット選挙解禁
選挙活動におけるインターネット利用の解禁に向けて、自民党で中心的な役割を担った。ネット選挙解禁の議論にあたっては、「ソーシャルメディアは日々進化している。本日出された議論に加え、セキュリティやコストなどの問題も踏まえ、先に提案した自民党案をもう一度点検することから作業を始め、短期間にできるだけ多くの議論をしてとりまとめをしたい」としている。さらに解禁後はネットを利用した選挙分析などにも力をいれた。自民党のネットメディア局長としてSNSなどを分析し「毎日いろんなことが起きることに対して、世の中がどう考えているかつかむという意味で、ネットは割と早く反応してくれるので、それに対してこちらも早く情報をつかめる」として政策に対する共感や反発が日々どう変化しているのか読み取り、該当演説等の内容に反映させるなどした。
また、「最終的に自民党は、インターネットで投票ができる社会は本人確認さえきっちりとできれば、可能だと考えている。そういうシミュレーションも今回のプロジェクトの中には入っている。」として、ネット投票の可能性も言及している。

### IT活用やサイバーセキュリティ
2015年1月9日に全面施行された”「サイバーセキュリティ基本法」制定の中心人物” とされている。法案の制定の目的については、「一番大きなのは、日本の「次の時代」のチャンスを消したくないという思い」と述べ、「ITは変化のスピードが早いので、これまで法律面が全く追いついていなかった。ただ、グローバル情勢を鑑みた時、今このタイミングで何とかしないと日本は将来大きなリスクを抱え込んでしまうことになる。それでIT基本法（高度情報通信ネットワーク社会形成基本法、2000年11月に制定、2001年1月に施行）を補完する形で、サイバーセキュリティ基本法を議員立法として手がけた」としている。
さらに、インタビュー記事において高齢化対策としてITを活用が必要だとして「労働人口が減るハンデをITの利活用でどう克服するかが一点です。もう一点は、サイバーセキュリティが産業化する過程で、コンプライアンスとしての保険業務が成立しないといけないということです。最近起きたベネッセコーポレーションの個人情報漏洩問題のように、変化する時代に対応するリスクの軽減策が、ビジネスチャンスにつながる」と述べている。

### 松尾豊との関係
東京大学の松尾豊とは同郷の香川県出身で2015年頃から親交があり、2018年のIT相時代には『平井ピッチ』と呼ばれる内閣府の懇親会に、松尾を招聘した。2020年12月23日には、平井が開催する勉強会に松尾がゲスト参加し、この様子を収録した公式YouTube番組の中で「松尾先生にはこないだ、まわりの若い皆さんを連れてきていただいた … 今後ともそういう皆さんとの関係を維持していきたい」と平井は発言する。
2021年6月11日に「NEC恫喝発言」が朝日新聞に報じられたことに関連して、松尾との関係性が注目された。2021年4月、平井はデジタル庁の入退室管理の顔認証システム発注を巡り、「NECではなく、松尾先生のベンチャー、ACESと一緒にやれ」と個別の社名を指示したと報道された。平井の発言は、国の幹部を含む職員が契約相手をあらかじめ指定することを禁止する「官製談合防止法」2条5の2に違反する可能性があった。2021年6月22日には会議の音声データが公開され、「松尾先生に言っちゃって一緒にやっちゃっていい」「そこの顔認証は、はっきり言ってNECより全然いいわ」と発言していた。
松尾は取材に対し、平井との関係については「AIの勉強会などで松尾研の取り組みとして松尾研ベンチャーを何社かご紹介したことがあり、技術力の高さに驚かれていましたので、言及していただいたのだと思います」「ここ２年くらいは年に何回かお会いしています」とし、デジタル庁の入退室管理システムの問題については「こちらから、先方からの如何にかかわらず、発注の話をしたことはありません」と話し、談合を否定した。
平井は松尾との関係性について、「松尾先生は特に人工知能・ディープラーニング分野における第一人者であり、大臣就任以前から、長年、党のデジタル政策などについて、ご助言をいただいております」と話した。

### 加計学園問題の集中審理
2017年7月10日に行われた加計学園問題の集中審理について、参考人として出席した文部科学省の前川喜平・前事務次官に対して、平井は「前川さんが流出させたのではないかと言われている。まさかそんなことはないですね」と質問したが、前川は「お答えを差し控えたい」と述べ、否定も肯定もしなかった。さらに平井は「（学校法人「加計学園」の獣医学部新設計画をめぐる問題は）言った言わないとか、その手の話が多い。国民が知りたいのはこの政策は本当に正しかったのか、国民のためになるのかだ。その上で、前川（喜平・前文部科学事務次官）参考人の答弁が安定していて、理路整然と話している。なおさら思うのは、なぜ事務次官のときにもっと自分の職責を全うして仕事をされなかったのか。辞めてからいろいろ言われるのは違和感がある。前川さんほどの能力のある方なら、もっと違った仕事ができたと思う」と述べた。

### 統一教会との関係
- 2016年と2017年、世界平和統一家庭連合（旧統一教会）の関連団体「天宙平和連合（UPF）」が主催するサイクリングイベント「ピースロード」が香川県で開催。平井は2年続けて、ピースロード香川県実行委員会の委員長を務めた[87][88]。2016年はライダーとしても参加した。
- 2016年1月、統一教会の二世信者らによって学生組織「国際勝共連合 大学遊説隊UNITE」（現・勝共UNITE）が結成された[89][90]。UNITEは、安保法制反対デモで支持を集めたSEALDsに対抗するためにつくられた団体で、支部も全国30か所で結成された。同年5月29日、首都圏の学生230人を動員し、渋谷を「安倍政権を支えよう」「共産党にだまされるな」「憲法改正賛成」と叫びながらデモ行進を行った[91]。デモの模様をテレビ東京が報じると、平井は6月1日、フェイスブックに「このようなデモはあまり報道されませんが、学生はシールズというイメージは間違いです」と書き込み、支持を表明した[92][93]。
- 2017年1月22日、統一教会香川教区と教団関連組織の「真の家庭運動推進香川協議会（APTF香川）」は、文鮮明らの生誕を祝う「真の父母様御聖誕記念礼拝」を高松市で開催。日本統一教会の徳野英治会長（当時）が出席した同行事に、磯﨑仁彦らとともに来賓として参加した[94]。
- 2020年10月1日、統一教会の関連団体「世界日報」にインタビュー記事が掲載された[95]。
- 2021年7月から8月にかけて香川県で開催された「ピースロード」の実行委員長を務めた。同年8月7日、同イベントのクロージングセレモニーに磯﨑仁彦、三宅伸吾とともに「世界平和への道」と書かれたタスキをかけて出席した[96][97]。
- 2022年6月13日、「天宙平和連合」が創設した世界平和国会議員連合の日本の議員連盟「日本・世界平和議員連合懇談会」の総会が開催された。平井は同議連に参加し、幹事に就任した。総会では顧問である国際勝共連合会長の梶栗正義が講演をし、統一教会の関連団体「平和政策研究所（IPP）」が発行する「政策情報レポート」が配られた。総会資料のアンケート用紙には、梶栗が会長を務める統一教会の友好団体「世界平和連合」に関する記述があり、「次期参議院選挙の地方区で、世界平和連合の応援を希望する議員がおられればお書き下さい」と書かれてあった[98]。
- 2022年7月1日開幕の香川県の「ピースロード」の実行委員長を務めた。当初イベントは、東かがわ市から観音寺市まで自転車で走る予定になっていたが、7月8日に安倍晋三が銃で撃たれ死亡したため[99]、13日以降、中止となった[100]。

### 政治資金
- 初めての衆院選で落選してから1か月後の1996年11月、香川県選挙管理委員会は前年分の政治資金収支報告書を公表した。四国新聞社と西日本放送、その関連企業が父親の平井卓志参議院議員と平井卓也の複数の政治団体に計約1,280万円を献金していたことが明らかとなった。詳細は以下のとおり。四国新聞社と西日本放送は1995年4月、10月に卓志の資金管理団体「香友会」と卓也の資金管理団体「卓然会」に48万円ずつ計129万円を、両社の関連企業6社は同年3月から12月にかけて計462万円をそれぞれ寄付した。さらに、関連企業のうち3社は新進党香川県第一総支部（平井卓也会長）に計500万円、2社は同党参議院選挙区香川県第一総支部（平井卓志会長）に計123万5200円を寄付した[5]。
- 平井卓志と卓也の資金管理団体は1996年にも、四国新聞社と西日本放送から計129万円の献金を受けた[101]。
- トラック業者の業界団体である道路運送経営研究会から献金を受けている[102]。
- 2006年9月、ライブドア関連会社元社長の岡本文人の関連会社から合計12万円の献金を受けていたことが報じられた。平井の事務所は取材に対し「献金受領時期は一連の騒動のかなり前。関連会社は今の騒動の対象とは認識していないので、返還は考えていない」と回答した[103]。
- 平井が代表を務める「自由民主党香川県第一選挙区支部」は、高松市に本部を置く指定暴力団の初代組長がかつて代表を務め、その実子が跡を継ぐ高松市内の建設会社J社から、2014～2016年の間に計76万円の政治献金を受けていた[104][105][106]。この企業は香川県などの公共工事を多く受注しているが、この暴力団と平井家は親交があり、平井家が手がけるキャバレーには、この暴力団の幹部がたびたび来店し、平井の祖父である平井太郎と同席することもしばしば、同暴力団は太郎を通じて政界にも影響力を持っていたと言われる[107]。

- 代表を務める自民党香川県第一選挙区支部を通じて、自身が代表取締役を務めた「モトリス」に2014年から2016年で323万7000円の政治資金の支出、平井家がオーナーの西日本放送と四国新聞の関連会社に対して５年で6200万円超の政治資金支出があった[107]。

- 2020年11月14日に「自由民主党香川県第一選挙区支部」が行った政治資金パーティー[108]につき寄付の疑いがあるとして刑事告発された。不起訴処分となったのち、高松検察審査会は2024年7月10日付で不起訴不当の議決を出した[109]。2025年1月17日、再調査を行った高松地検は再び不起訴とした[110]。

### その他

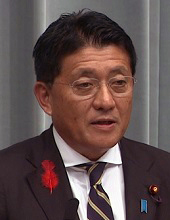
2018年、国務大臣就任会見にて

- 喫煙者であり、超党派の愛煙家国会議員からなる議員連盟「もくもく会」に所属している[111]。
- 童夢創業者の林みのるとは古くからの友人であり、2008年には林の求めに応じる形で日本自動車レース工業会名誉会長に就任した[112][113]。
- J-NSC代表としては、安倍晋三総裁にFacebookを介したネットユーザーとの交流を勧めたとされるほか、2013年に執行された第23回参院選に際し制作費1000万円を用いてスマートフォン向けゲーム「あべぴょん」を開発した[114]。
- 2014年の第186回国会において、大臣、副大臣、政務官、補佐官、議長、副議長、委員長のいずれの要職にもついていなかったのみならず、質問、議員立法、質問主意書提出のいずれもなかったことが指摘された[115][116]。

## 不祥事・問題発言

### 公職選挙法違反
- 2000年6月27日、平井の支援者2名が同年5月下旬に有権者20数人に平井への投票を依頼し、一人当たり約5千円相当の酒食をふるまった疑いで逮捕された[117]。8月7日、高松区検察庁は、平井が社長を務めるコンピューター会社の社員ら3人を公選法違反（戸別訪問）の罪で高松簡裁に略式起訴した。同簡裁は同日、3人に罰金10万円と公民権停止4年を命じた[118]。
- 2005年9月13日、香川県警は、平井派の運動員で四国新聞販売所経営者の夫妻を公選法違反（買収）の疑いで逮捕したと発表した[119]。9月15日、県警はさらに平井派の運動員2名を公選法違反（供応、事前運動）の疑いで逮捕した。運動員2名は8月18日頃、市内のうどん店で有権者32人に平井への投票と票のとりまとめを依頼し、うどんやビールなど1人当たり約4千円相当の飲食をふるまったとされる[120]。

### ネット党首討論会での暴言書き込み
- 2013年6月28日、ドワンゴおよびニワンゴが主催しニコニコ動画で配信された「ネット党首討論会」の中継動画に対して、同中継会場にいた平井が、福島瑞穂参議院議員に向けて「黙れ、ばばあ！」、討論会を欠席した日本維新の会の橋下徹共同代表について「橋下、逃亡か？」などのコメントをスマートフォンを使って書き込んでいた。また、自党の安倍晋三総裁に向けては「あべぴょん、がんばれ」などのコメントも書き込んでいた。東京新聞の取材に対し平井は「申し訳なかったが、（国会の）やじみたいなものだ。画面には流れていなかったはずだ」と釈明した[121]。
- なお、平井は同年4月11日にネットサポータークラブの会員を名乗る者による誹謗中傷が多いとして、そうした行為を行わないようメルマガなどで呼びかけ[122]、討論会直前の6月17日に自身のTwitter上で「自民党は他者の批判はせず、自分の政策を丁寧に訴えるのみです」と発言し[123]、6月19日には自身らが中心となり、ネット上の自党に対する誹謗中傷を監視する「トゥルースチーム」を党本部内に立ち上げたばかりであった[122]。

### 国会審議中にワニ動画を視聴
2020年5月13日午前9時から始まる検察官の定年延長に関連する衆議院内閣委員会に平井は出席。野党議員と担当大臣との質疑中、午前9時9分からタブレット端末で約5分間、石のようなものをくわえたワニがゴルフ場をのし歩いたり、大蛇にかまれたりするYouTube動画数本を視聴した。同日、平井は毎日新聞の取材に応じ、「たまたま出た」と釈明した。衆議院事務局は質疑と関係の無い動画を観る行為を「好ましくはない」と回答した。
同年9月22日、ワニの動画を見た問題について、BS放送で「不用意だった。申し訳ない」と謝罪した。

### 「パンデミック下でオリンピック開催」発言
2021年5月23日、フジテレビ系『日曜報道 THE PRIME』にスタジオ生出演し、平井はパンデミックの渦中で開催の是非が問われている2020年東京オリンピックについて、「まず、この話（ジョン・コーツIOC副会長が「緊急事態宣言下でも大会を開催する」と断言）は、国民の命と健康を守るっていうのが政府にとって一番大きい責務です。これは動かないことです」とした上で「その中でオリンピックを開催することは今、決まっているわけですから、どのような状況下であったとしても国民の命と健康を守ることができるのであれば、そこを乗り越えて新しいパンデミック下でのオリンピックの開催というモデルを日本が初めて作ることができるのではないか、と私はそう思っています」と述べた。
この発言に対し、識者やSNSでは「そんなモデルいらない」「パンデミックを収束させるのが政府の責務」「私たちはモルモットじゃない」など、批判が集まり炎上 し、自民党内からも中堅議員の一人は「担当ではない人が余計なことを言っている」と不快感を示すなど、党内外から批判を受けた。

### 「脅しておいた方がいい」発言
2021年4月7日、いわゆる「オリパラアプリ」の事業費削減をめぐり、内閣官房IT総合戦略室の会議で、共同事業体に参加していたNECに関して「NECには（五輪後も）死んでも発注しない」「今回の五輪でぐちぐち言ったら完全に干す」「どこか象徴的に干すところをつくらないとなめられる」などと発言。さらに、NEC会長の名をあげ、幹部職員に「脅しておいた方がいい」と求めた。
同年6月11日、上記の事実を朝日新聞が報道。このため野党から批判された。平井は同日の記者会見で、発言が不適切だったことを認め、朝日新聞の取材に対しては、「交渉するスタッフが弱腰になったら、いくら取られるかわからない。国民の血税だから強気で交渉しろ、と伝えた」「国会で野党から、契約額が高いと迫られていた。自分も追い込まれていた」と述べた。6月15日、閣議後の会見で「突然あんなこと言うはずない。私自身は本当に怒らない大臣と言われている」と釈明し、「家内とは40年になりますけど、全く怒ったことがない私が言葉を荒げて怒ったことは家内にも意外だったみたいで、家で責められている」と述べた。
同年9月16日、平井が内閣官房IT総合戦略室の幹部とオンラインで開いた定例会議の音声データについて、公文書扱いせず、多くを保存していなかったことが、毎日新聞の報道により明らかとなった。

### 大臣政務官時代のIT企業株式購入
『週刊文春』2021年7月22日号（7月15日発売）は、平井が内閣府大臣政務官だった2006年6月に、大臣規範に反してIT企業「豆蔵ホールディングス」の株式を購入し、保有および売却益も申告していなかったと報じた。
発売翌日の7月16日、平井は記者会見で「2006年の6月に株式を購入したということは、率直に私の不注意だったなと、その点はお詫びを申し上げたいと思います。そして、隠しているということでは全くなく、大臣の資産報告書にもきちんと書いてあります」と説明した。また、「豆蔵ホールディングス」のグループ会社である「ネクストスケープ」が、デジタル庁の関連事業である東京五輪向けアプリを約6億6千万円で受注し、その後の契約見直し・事業費減額の流れの中でも「ネクストスケープ」が減額されていないのは、自身と「豆蔵ホールディングス」の親密な関係によるとの印象を与える報道がなされているとして、「ネクストスケープ社の請負額はデータ連携基盤の設計開発等の委託先である日本ビジネスシステムズ社との間で決められるものであり、私が関与することは一切ありません」と述べた。

### NTT社長らによる接待報道
平井がデジタル担当大臣に就任した後、2020年10月2日と12月4日の2回にわたって、NTT都市開発が運営する「フェスタ麻布」内の高級会員制レストラン「クラブKNOX麻布」で、NTTの澤田純社長から接待を受けていたことを、2021年6月23日、文春オンラインが報じた。2021年6月、週刊文春から接待問題の取材があった日、平井は3人分の割り勘分の会食費用22万円を払った。平井は同年9月28日の記者会見で「大臣等規範に照らして問題となるものではない」と説明した。同日、澤田は接待について、平井側から「デジタル化について意見を持ち掛けられ、会食の場を用意した」と説明した。

### 政治資金規正法違反
平井が代表を務める「自由民主党香川県第一選挙区支部」は2020年3月9日に高松国際ホテルで政治資金パーティー「平井卓也を励ます会」を開催する予定であった。企業向けの案内状には、2万円のパーティー券を10枚購入する際は最大3人しか参加しないよう依頼する文言が明記されていた。この年の「平井卓也を励ます会」は新型コロナウイルスの拡大を受けて2度延期し、11月14日に開催された。
2021年秋、衆院選香川1区を取材・撮影していた映画監督の大島新に、平井の政治資金パーティーに関する情報がもたらされた。同年10月17日、大島は情報提供者の女性と面会。女性は、上記の最大3人しか参加しないよう依頼する企業向けの文書を提示した。面会時の映像は同年12月24日公開のドキュメンタリー映画『香川1区』に使用された。
2022年11月14日、神戸学院大学教授の上脇博之が、上記の政治資金パーティーについて「参加できなかった人のパーティー券代を『寄付』として政治資金収支報告書に記載していないのは違法だ」として平井と会計責任者を高松地検に告発した。
高松地検は2023年10月6日付で嫌疑不十分の不起訴処分とした。上脇は検察審査会にに審査を申し立てた。高松検察審査会は2024年7月10日付で不起訴不当の議決を出した。審査会は、前述の企業向け文書について、検察は捜査を尽くすべきだと指摘した。
2025年1月17日、再調査を行った高松地検は再び不起訴とした。

## 平井家

### 家族
- 高祖父・亀吉[152]
- 曽祖父・実（平井興業株式会社代表取締役、平井亀吉の次男）[152][153]
  - 平井興業株式会社：娯楽機関の設備を目的として1928年9月に設立[154]。資本金50万円。
- 祖父・太郎
- 父・卓志
- 母・温子（四国新聞社社主）
- 弟・龍司（四国新聞社代表取締役）

### 親戚
- 大伯父・矢野宏太郎
  - 西日本放送取締役。商工省物価局事務官[155]。

### 平井家系図
|  |  |  |  |  |  |  |  |  |  |  |  |  |  | 平井亀吉 | 平井亀吉 | 平井亀吉 | 平井亀吉 | 平井亀吉 | 平井亀吉 |          |          |          |          |          |          | 植松千里 | 植松千里 | 植松千里 | 植松千里 | 植松千里 | 植松千里 |          |          |  |  |        |        |        |        |        |        |  |  |            |            |            |            |            |            |  |  |  |  |
|  |  |  |  |  |  |  |  |  |  |  |  |  |  | 平井亀吉 | 平井亀吉 | 平井亀吉 | 平井亀吉 | 平井亀吉 | 平井亀吉 |          |          |          |          |          |          | 植松千里 | 植松千里 | 植松千里 | 植松千里 | 植松千里 | 植松千里 |          |          |  |  |        |        |        |        |        |        |  |  |            |            |            |            |            |            |  |  |  |  |
|  |  |  |  |  |  |  |  |  |  |  |  |  |  | 平井実   | 平井実   | 平井実   | 平井実   | 平井実   | 平井実   |          |          |          |          |          |          | チヨ     | チヨ     | チヨ     | チヨ     | チヨ     | チヨ     |          |          |  |  | 矢野一 | 矢野一 | 矢野一 | 矢野一 | 矢野一 | 矢野一 |  |  |            |            |            |            |            |            |  |  |  |  |
|  |  |  |  |  |  |  |  |  |  |  |  |  |  | 平井実   | 平井実   | 平井実   | 平井実   | 平井実   | 平井実   |          |          |          |          |          |          | チヨ     | チヨ     | チヨ     | チヨ     | チヨ     | チヨ     |          |          |  |  | 矢野一 | 矢野一 | 矢野一 | 矢野一 | 矢野一 | 矢野一 |  |  |            |            |            |            |            |            |  |  |  |  |
|  |  |  |  |  |  |  |  |  |  |  |  |  |  |          |          |          |          |          |          |          |          |          |          |          |          |          |          |          |          |          |          |          |          |  |  |        |        |        |        |        |        |  |  |            |            |            |            |            |            |  |  |  |  |
|  |  |  |  |  |  |  |  |  |  |  |  |  |  |          |          |          |          |          |          |          |          |          |          |          |          |          |          |          |          |          |          |          |          |  |  |        |        |        |        |        |        |  |  |            |            |            |            |            |            |  |  |  |  |
|  |  |  |  |  |  |  |  |  |  |  |  |  |  |          |          |          |          |          |          | 平井太郎 | 平井太郎 | 平井太郎 | 平井太郎 | 平井太郎 | 平井太郎 |          |          |          |          |          |          |          |          |  |  | 俊子   | 俊子   | 俊子   | 俊子   | 俊子   | 俊子   |  |  | 矢野宏太郎 | 矢野宏太郎 | 矢野宏太郎 | 矢野宏太郎 | 矢野宏太郎 | 矢野宏太郎 |  |  |  |  |
|  |  |  |  |  |  |  |  |  |  |  |  |  |  |          |          |          |          |          |          | 平井太郎 | 平井太郎 | 平井太郎 | 平井太郎 | 平井太郎 | 平井太郎 |          |          |          |          |          |          |          |          |  |  | 俊子   | 俊子   | 俊子   | 俊子   | 俊子   | 俊子   |  |  | 矢野宏太郎 | 矢野宏太郎 | 矢野宏太郎 | 矢野宏太郎 | 矢野宏太郎 | 矢野宏太郎 |  |  |  |  |
|  |  |  |  |  |  |  |  |  |  |  |  |  |  |          |          |          |          |          |          |          |          |          |          |          |          |          |          |          |          |          |          |          |          |  |  |        |        |        |        |        |        |  |  |            |            |            |            |            |            |  |  |  |  |
|  |  |  |  |  |  |  |  |  |  |  |  |  |  |          |          | 平井卓志 | 平井卓志 | 平井卓志 | 平井卓志 | 平井卓志 | 平井卓志 |          |          |          |          |          |          | 平井温子 | 平井温子 | 平井温子 | 平井温子 | 平井温子 | 平井温子 |  |  |        |        |        |        |        |        |  |  |            |            |            |            |            |            |  |  |  |  |
|  |  |  |  |  |  |  |  |  |  |  |  |  |  |          |          | 平井卓志 | 平井卓志 | 平井卓志 | 平井卓志 | 平井卓志 | 平井卓志 |          |          |          |          |          |          | 平井温子 | 平井温子 | 平井温子 | 平井温子 | 平井温子 | 平井温子 |  |  |        |        |        |        |        |        |  |  |            |            |            |            |            |            |  |  |  |  |
|  |  |  |  |  |  |  |  |  |  |  |  |  |  |          |          |          |          |          |          |          |          |          |          |          |          |          |          |          |          |          |          |          |          |  |  |        |        |        |        |        |        |  |  |            |            |            |            |            |            |  |  |  |  |
|  |  |  |  |  |  |  |  |  |  |  |  |  |  |          |          |          |          |          |          |          |          |          |          |          |          |          |          |          |          |          |          |          |          |  |  |        |        |        |        |        |        |  |  |            |            |            |            |            |            |  |  |  |  |
|  |  |  |  |  |  |  |  |  |  |  |  |  |  |          |          |          |          | 平井龍司 | 平井龍司 | 平井龍司 | 平井龍司 | 平井龍司 | 平井龍司 |          |          | 平井卓也 | 平井卓也 | 平井卓也 | 平井卓也 | 平井卓也 | 平井卓也 |          |          |  |  |        |        |        |        |        |        |  |  |            |            |            |            |            |            |  |  |  |  |

## 選挙歴
| 当落 | 選挙                   | 執行日         | 年齢 | 選挙区      | 政党       | 得票数     | 得票率  | 定数 | 得票順位 /候補者数 | 政党内比例順位 /政党当選者数 |
| ---- | ---------------------- | -------------- | ---- | ----------- | ---------- | ---------- | ------- | ---- | ------------------ | ---------------------------- |
| 落   | 第41回衆議院議員総選挙 | 1996年10月20日 | 38   | 香川県第1区 | 新進党     | 5万5578票  | 32.24%  | 1    | 2/5                | /                            |
| 当   | 第42回衆議院議員総選挙 | 2000年06月25日 | 42   | 香川県第1区 | 無所属     | 8万5578票  | 45.51%  | 1    | 1/4                | /                            |
| 当   | 第43回衆議院議員総選挙 | 2003年11月09日 | 45   | 香川県第1区 | 自由民主党 | 7万9298票  | 49.20%  | 1    | 1/5                | /                            |
| 当   | 第44回衆議院議員総選挙 | 2005年09月11日 | 47   | 香川県第1区 | 自由民主党 | 10万3592票 | 50.91%  | 1    | 1/3                | /                            |
| 比当 | 第45回衆議院議員総選挙 | 2009年08月30日 | 51   | 香川県第1区 | 自由民主党 | 9万1403票  | 43.56%  | 1    | 2/4                | 1/2                          |
| 当   | 第46回衆議院議員総選挙 | 2012年12月16日 | 54   | 香川県第1区 | 自由民主党 | 8万4080票  | 47.88%  | 1    | 1/4                | /                            |
| 当   | 第47回衆議院議員総選挙 | 2014年12月14日 | 56   | 香川県第1区 | 自由民主党 | 7万4115票  | 49.49%  | 1    | 1/3                | /                            |
| 当   | 第48回衆議院議員総選挙 | 2017年10月22日 | 59   | 香川県第1区 | 自由民主党 | 8万1566票  | 50.68%  | 1    | 1/2                | /                            |
| 比当 | 第49回衆議院議員総選挙 | 2021年10月31日 | 63   | 香川県第1区 | 自由民主党 | 7万827票   | 40.02%  | 1    | 2/3                | 2/3                          |
| 比当 | 第50回衆議院議員総選挙 | 2024年10月27日 | 66   | 香川県第1区 | 自由民主党 | 5万1727票  | 32.16％ | 1    | 2/5                | 2/3                          |

## 所属団体・議員連盟

### 外国議会との連盟
日本国会議員連盟・日本キューバ友好議員連盟・日中友好議員連盟・日本パナマ友好議員連盟・日本アルバニア友好議員連盟・日韓議員連盟・日華議員懇談会・日本メキシコ友好国会議員連盟・日本スペイン友好議員連盟・日本EU友好議員連盟・日独友好議員連盟・日本マダガスカル議員連盟・日本エストニア友好議員連盟・日本・欧州評議会友好議員連盟・日本アフリカ（AU）友好議員連盟・日本チリ友好議員連盟

### 歴史観・アジアに関する連盟
みんなで靖国神社に参拝する国会議員の会・北朝鮮に拉致された日本人を早期に救出するために行動する議員連盟・平和を願い真の国益を考え靖国神社参拝を支持する若手国会議員の会・憲法96条改正を目指す議員連盟・アジア戦略研究会

### 農林水産等に関する連盟
海事振興連盟・漁港漁場漁村整備推進議員連盟・プレジャーボート利用適正化推進議員連盟・有機農業推進議員連盟・海岸保全整備推進議員連盟・海上保安議員連盟・日本の農産物等の輸出を飛躍的に推進する会・漁業経営支援政策研究会・大陸棚調査推進議員連盟・都市農業研究会・自由民主党農村基盤整備議員連盟・さくら振興議員連盟

### 情報技術に関する連盟
情報産業振興議員連盟・コンピュータ会計推進議員連盟（TKC議連）・コンテンツ産業振興議員連盟・自由民主党インターネットメディア利活用推進議・スーパーコンピュータ推進議員連盟・地方政府ＩＴ推進議員連盟

### たばこに関する連盟
自民党たばこ議員連盟・ 自由民主党たばこ特別委員会（顧問）・もくもく会

### その他の連盟
アジアアフリカ問題研究会・遺家族議員協議会・LPG対策議員連盟・文花芸術振興議員連盟・生活衛生議員連盟・環境保全議員連盟・看護問題対策議員連盟・国際観光産業振興議員連盟・行政書士制度推進議員連盟・軍恩議員協議会・下水道事業推進議員連盟・国防議員連盟・小規模企業税制確立議員連盟・自由民主党消防議員連盟・獣医師問題議員連盟・商店街対策議員連盟・自動車議員連盟・自由民主党自動車整備議員連盟・浄化槽推進議員連盟・住宅対策推進議員連盟・全国保育議員連盟・国山村振興連盟・世界連邦日本国会委員会・宅地建物等対策議員連盟・中古自動車議員連盟・ボーイスカウト振興国会議員連盟　など、多数

### その他の団体
ピースロード実行委員会（実行委員長）

## 出演

### 映画
- 香川1区（2021年12月24日公開）[158]
- 劇場版 センキョナンデス（2023年2月18日公開）[41]